# Ostdeutscher Cup 2007
La Ostdeutscher Cup 2007, nota come Ostdeutscher Sparkassen Cup 2007 per motivi di sponsorizzazione, è stata un torneo professionistico maschile di tennis facente parte della categoria ATP Challenger Series nell'ambito delle ATP Challenger Series 2007. Si è giocato a Dresda in Germania dal 7 al 13 maggio 2007 su campi in terra rossa e aveva un montepremi di $50 000.

## Vincitori

### Singolare
Jurij Ščukin ha battuto in finale  Florian Mayer con il punteggio di 7–6(5), 7–6(3)

### Doppio
Tomas Behrend /  Christopher Kas hanno battuto in finale  Jean-Baptiste Perlant /  Xavier Pujo con il punteggio di 6–3, 6–4